# 野村千春
野村 千春（のむら ちはる、1908年（明治41年）4月6日 - 2000年（平成12年）2月12日）は、日本の洋画家。夫は児童文学者、歌人の巽聖歌。結婚後、東京都日野市に居住し、創作活動を行なった。

## 経歴
諏訪郡平野村（現：岡谷市）の豪農の二女として生まれた。三女一男の家であった。
平野高等女学校（現：長野県岡谷東高等学校）時代、同校の教師だった諏訪郡原村出身の洋画家 清水多嘉示に画才を認められて画家を志した。1925年、同校を卒業後、父の反対を押し切って上京し、キリスト教伝道者の姉・菊枝の下に身を寄せる。1929年、洋画家 中川一政に内弟子として師事し、春陽会研究所に学ぶ。その後、同郷の武井直也から彫刻を学び、妹・百代とともに武井家に留守番として住まわせてもらう。1932年、巽聖歌と結婚。
1931年、春陽会第9回展に「花」が初入選。1946年、女流画家協会に創立会員として参加、1952年および1954年には女流画家協会賞を受賞した。1950年、春陽会会友賞を受賞。1952年（昭和27年）、春陽会会員に推挙された。1963年以降、長野県美術展（県展）の審査員を長年に渡って務めた。
2000年、91歳で死去した。

## 作風
重厚で意志の強さを感じさせる油絵を得意とし、創作初期は静物と人物、中期は大地、後期は大地と花をテーマにした作品が多い。なかでも、大地と花をテーマにした作品は評価が高い。
中川一政は、千春の絵を「女流画家ではあるが、女流の繊細とか優美とかに全く世を向けている」と評した。長女によれば、「こんな迫力の絵を女が書けるはずがない」という感想をとても喜んでいたという。

## 巽聖歌夫人として
巽の友人だった新美南吉は、1933年12月に信州を訪れ、岡谷市の千春の実家も訪ねている。新美の代表作『手袋を買いに』は、執筆日付が帰省の前日となっており、信州の冬景色がイメージの中にあったとする指摘もある。新美の死後、巽とともに『新美南吉童話全集』『新美南吉全集』を刊行した。

## 画集等
- 巽聖歌著「きつねのおめん」挿絵（海住書店、1950年（昭和25年））
- 新美南吉童話名作選挿絵（羽田書店、1950年（昭和25年））
- 巽聖歌編著「たのしい詩・考える詩 」挿絵（牧書店、1969年（昭和44年））
- 野村千春画集（野村千春画集刊行会、1981年（昭和56年））

## 公的団体の収蔵
- 市立岡谷美術考古館
- 諏訪市美術館
- 長野県岡谷東高等学校同窓会館
- 日野市デジタルミュージアム